# هنری فیلدمن
هنری فیلدمن (انگلیسی: Henry Fieldman؛ زادهٔ ۲۵ نوامبر ۱۹۸۸) قایقران روئینگ اهل بریتانیا است.
وی در مسابقات کشوری و بین‌المللی در مجموع برندهٔ ۳ مدال طلا، ۲ مدال نقره، ۲ مدال برنز شده‌است.